# Groupe I des éliminatoires de la zone Afrique de la Coupe du monde de football 2022
Navigation
Groupe H Groupe J
Le groupe I des éliminatoires de la Coupe du monde 2022 est composé de la Guinée, de la Guinée-Bissau, du Maroc et du Soudan.
Le Maroc s'assure de la première place du groupe dès la quatrième journée et se qualifie ainsi pour le troisième tour de ces éliminatoires.

## Classement
| Rang | Équipe        | Pts | J | G | N | P | Bp | Bc | Diff |  | Résultats (▼ dom., ► ext.) |     |     |     |     |
| ---- | ------------- | --- | - | - | - | - | -- | -- | ---- |  | -------------------------- | --- | --- | --- | --- |
| 1    | Maroc         | 18  | 6 | 6 | 0 | 0 | 20 | 1  | +19  |  | Maroc                      |     | 5-0 | 3-0 | 2-0 |
| 2    | Guinée-Bissau | 6   | 6 | 1 | 3 | 2 | 5  | 11 | -6   |  | Guinée-Bissau              | 0-3 |     | 1-1 | 0-0 |
| 3    | Guinée        | 4   | 6 | 0 | 4 | 2 | 5  | 11 | -6   |  | Guinée                     | 1-4 | 0-0 |     | 2-2 |
| 4    | Soudan        | 3   | 6 | 0 | 3 | 3 | 5  | 12 | -7   |  | Soudan                     | 0-3 | 2-4 | 1-1 |     |

## Résultats

### Première journée
| 1er septembre 2021 | Guinée-Bissau | 1 - 1   | Guinée                      | Stade olympique, Nouakchott (Mauritanie). |                           |
| 16h00 UTC          | Mendes 51e    | (0 - 1) | 7e Kamano                   | Arbitrage : Ibrahim Mutaz                 | Arbitrage : Ibrahim Mutaz |
| 16h00 UTC          |               | Rapport | 19e Pogba · 42e Mady Camara | Arbitrage : Ibrahim Mutaz                 | Arbitrage : Ibrahim Mutaz |

| 2 septembre 2021 | Maroc                        | 2 - 0   | Soudan | Complexe sportif Moulay-Abdallah, Rabat |                             |
| 19h00            | Aguerd 24e · Ahmed 53e (csc) | (1 - 0) |        | Arbitrage : Maguette Ndiaye             | Arbitrage : Maguette Ndiaye |
| 19h00            | Rapport                      |         |        | Arbitrage : Maguette Ndiaye             | Arbitrage : Maguette Ndiaye |

### Deuxième journée
| 7 septembre 2021 | Soudan                         | 2 - 4 | Guinée-Bissau                             | Al Hilal Stadium, Omdourman              |                                          |
| 19h00            | Mohamed Abdel Rahman 55e 90+2e | (0-3) | 8e 39e Piqueti · 11e F. Mendy · 82e Baldé | Spectateurs : 0 Arbitrage : Victor Gomes | Spectateurs : 0 Arbitrage : Victor Gomes |
| 19h00            | Rapport                        |       |                                           | Spectateurs : 0 Arbitrage : Victor Gomes | Spectateurs : 0 Arbitrage : Victor Gomes |

| 12 octobre 2021 | Guinée   | 1 - 4 | Maroc                                       | Complexe sportif Moulay-Abdallah, Rabat (Maroc) |                         |
| 19h00           | Kané 31e | (1-2) | 21e El Kaabi · 43e 65e Amallah · 89e Boufal | Arbitrage : Sidi Alioum                         | Arbitrage : Sidi Alioum |
| 19h00           | Rapport  |       |                                             | Arbitrage : Sidi Alioum                         | Arbitrage : Sidi Alioum |

### Troisième journée
| 6 octobre 2021 | Maroc                                                                       | 5 - 0 | Guinée-Bissau | Complexe sportif Moulay-Abdallah, Rabat |                           |
| 19h00          | Hakimi 31e · Loura 45+1e (pen.) · Chair 49e · El Kaabi 62e · El Haddadi 82e | (2-0) |               | Arbitrage : Boubou Traoré               | Arbitrage : Boubou Traoré |
| 19h00          | Rapport                                                                     |       |               | Arbitrage : Boubou Traoré               | Arbitrage : Boubou Traoré |

| 6 octobre 2021 | Soudan   | 1 - 1   | Guinée   | Stade de Marrakech, Marrakech |  |
|                | Maki 72e | (0 - 0) | 56e Bayo |                               |  |

### Quatrième journée
| 9 octobre 2021 | Guinée-Bissau | 0 - 3 | Maroc                         | Stade Mohammed-V, Casablanca (Maroc)  |                                       |
|                |               | (0-2) | 10e 70e El Kaabi · 20e Barkok | Arbitrage : Jean-Jacques Ndala Ngambo | Arbitrage : Jean-Jacques Ndala Ngambo |
|                | Rapport       |       |                               | Arbitrage : Jean-Jacques Ndala Ngambo | Arbitrage : Jean-Jacques Ndala Ngambo |

| 9 octobre 2021 | Guinée                    | 2 - 2 | Soudan                | Stade Adrar, Agadir (Maroc)  |                              |
| 13h00          | José Kanté 48e · Bayo 67e | (0-0) | 64e Hamid · 88e Kamal | Arbitrage : Mustapha Ghorbal | Arbitrage : Mustapha Ghorbal |
| 13h00          | Rapport                   |       |                       | Arbitrage : Mustapha Ghorbal | Arbitrage : Mustapha Ghorbal |

### Cinquième journée
| Novembre 2021 | Guinée | 0 - 0   | Guinée-Bissau |  |
|               |        | (0 - 0) |               |  |

| Novembre 2021 | Soudan | 0 - 3   | Maroc                               |  |  |
|               |        | (0 - 1) | Ryan Mmaee 3e 61e Imrân Louza 90+3e |  |  |

### Sixième journée
| Novembre 2021 | Maroc                                        | 3 - 0   | Guinée |  |  |
|               | Ryan Mmaee 20e (pen.) 29e Ayoub El Kaabi 60e | (2 - 0) |        |  |  |

| Novembre 2021 | Guinée-Bissau | 0 - 0   | Soudan |  |
|               |               | (0 - 0) |        |  |

Initialement prévue le 6 septembre à Conakry, la rencontre Guinée-Maroc est reportée en raison du coup d'Etat survenu le 5 septembre.